# Marea Ciumă din Marsilia

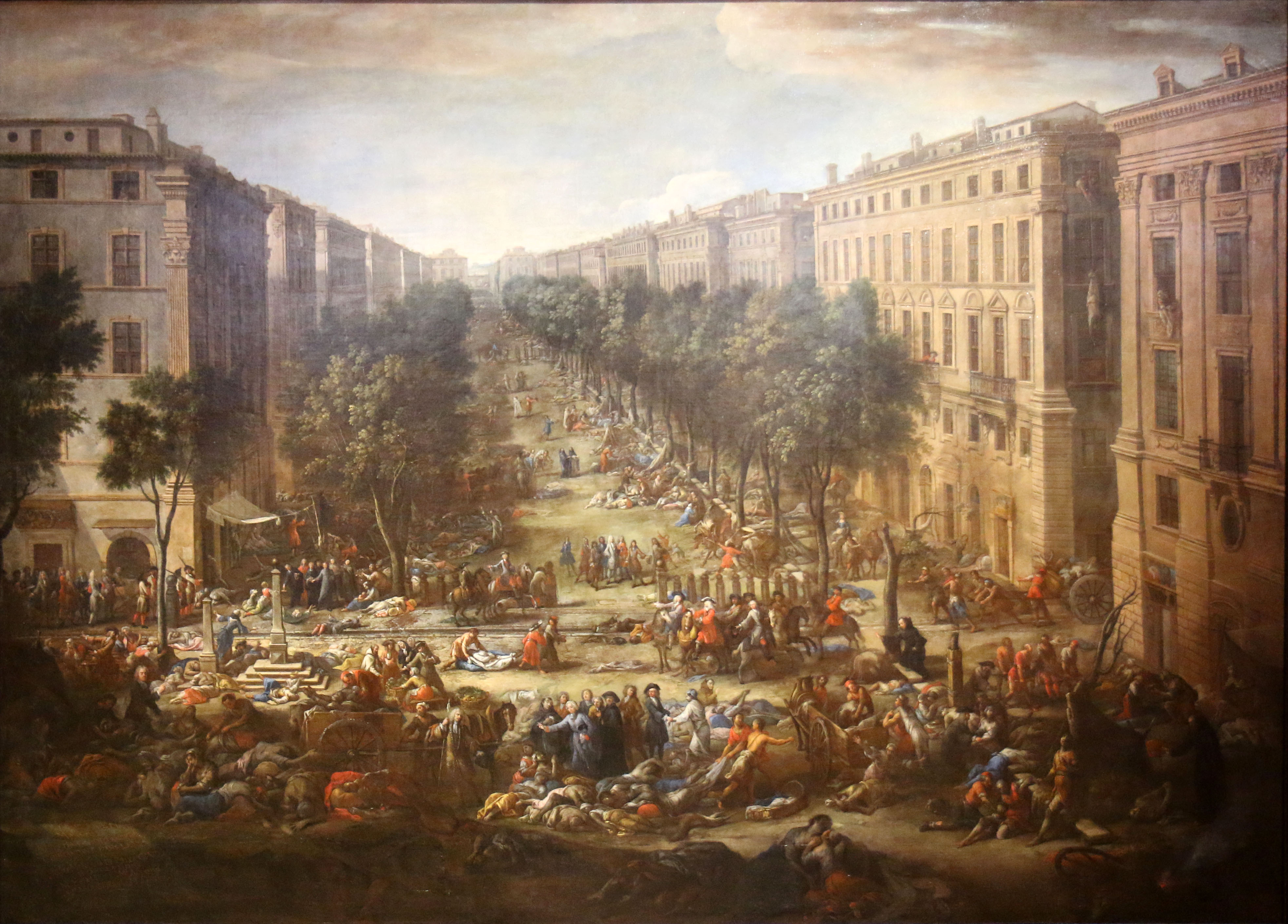
Marea Ciumă din Marsilia - pictură de

Marea Ciumă din Marsilia a fost ultima mare epidemie de ciumă bubonică din vestul Europei. Epidemia a izbucnit la Marsilia, Franța, în 1720 și a ucis aproximativ 100.000 de oameni: 50.000 din orașul propriu-zis, în următorii doi și alți 50.000 de oameni din orașele și provinciile învecinate din nord. 
Deși activitatea economică s-a relansat în numai doi ani, iar comerțul s-a extins în Indiile de Vest și în America de Sud, a durat totuși până în 1765 ca numărul de locuitori să revină la nivelul de dinainte de 1720. 
În 1720, Yersinia pestis a ajuns în portul din Marsilia din Levant cu vasul Grand-Saint-Antoine. Nava a venit din Sidon, Liban și a oprit anterior la Smyrna, Tripoli și în Cipru care la acel moment avea epidemie de ciumă. Un pasager turc a fost primul care a fost infectat și a murit ulterior, fiind urmat de câțiva membri ai echipajului și de medicul oficial de pe vapor. Vasului i s-a refuzat intrarea în portul Livorno. 
Când a ajuns la Marsilia, a fost imediat pus în carantină de către autoritățile portuare. Marii comercianți din oraș au presat însă autoritățile pentru a scoate vaporul din carantină și a valorifica mătasea și bumbacul aflate la bord, având în vedere apropierea târgului de la Beaucaire. 
La câteva zile după acea boala s-a împrăștiat în oraș. Spitalele au fost repede copleșite, cetățenii au intrat în panică și mulți, deja bolnavi au plecat din oraș și au dus boala și în alte localități. Mai multe gropi comune au fost săpate, dar au fost umplute rapid. În final, autoritățile nu au mai făcut față numărului mare de morți și mii de cadavre au rămas împrăștiate pe străzi, prin oraș.  
De-a lungul a doi ani, 50.000 din cei 90.000 de locuitori ai Marsiliei au murit. În plus, alți 50.000 de oameni din regiunile învecinate au murit după ce ciuma s-a împrăștiat în sud și a ajuns până în Aix-en-Provence, Arles, Apt și Toulon. Estimările indică o rată a mortalității între 25 și 50%, orașul Marsilia având 40%, zona Toulon peste 50% și zonele Aix și Arles 25%.

## Vezi și
- Ciuma lui Caragea